# Heliococcus pamirensis
Heliococcus pamirensis är en insektsart som beskrevs av Bazarov 1974. Heliococcus pamirensis ingår i släktet Heliococcus och familjen ullsköldlöss. Inga underarter finns listade i Catalogue of Life.